# Strada statale 91 bis Irpina
La ex strada statale 91 bis Irpina (SS 91 bis), ora strada provinciale ex SS 91 bis Irpina (SP ex SS 91 bis) in provincia di Avellino e strada provinciale 136 bis Irpina (SP 136 bis) in provincia di Foggia, è una strada provinciale italiana che si snoda nell'Appennino meridionale a cavallo tra Campania e Puglia, nelle province di Avellino e Foggia. La strada attraversa il settore nord-orientale della regione storico-geografica dell'Irpinia (da cui deriva l'epiteto "Irpina"); i comuni di inizio e fine sono Savignano Irpino e Vallata. Ai sensi del decreto legislativo n. 112 del 1998 attuato nel 2001, la gestione della strada, fino ad allora di competenza ANAS, è passata alla regione Campania e alla regione Puglia; la manutenzione è, però, affidata rispettivamente alle province di Avellino e Foggia; la prima si occupa della tratta iniziale e finale, mentre la seconda di quella intermedia.
La strada funge da raccordo tra la SS 90 delle Puglie e l'ex tratto della SS 91 della Valle del Sele attraverso i monti della Daunia. Il suo percorso ha inizio presso la stazione di Savignano-Greci (in località Savignano Scalo, tra i comuni di Greci e Savignano Irpino), dove si stacca dalla SS 90. Superato il sito archeologico della Ferrara di Savignano la via prosegue in territorio pugliese per i centri di Monteleone e Anzano. Tra i due comuni vi è l'innesto con la ex SS 91 ter per Accadia e Deliceto (poi ridenominata SP 136) e poco più oltre la strada raggiunge la sua massima altitudine (oltre 900 m s.l.m. in località Montagna). Superata Anzano, la strada rientra in provincia di Avellino a Scampitella, per proseguire quindi in direzione Vallata. Nel territorio di Trevico l'arteria si collega con il casello autostradale di Vallata della A16 e con la SP 144 per Vallesaccarda, per confluire nell'area urbana di Vallata nell'ex tratto della SS 91.
Nei comuni di Savignano Irpino, Anzano di Puglia, Scampitella e Vallata la strada attraversa i rispettivi centri abitati.

## Elenco località attraversate e principali innesti
- innesto SS 90 delle Puglie
- stazione di Savignano-Greci
- Savignano Irpino
- sito archeologico della Ferrara
- innesto SP 10
- Monteleone di Puglia
- innesto ex SS 91 ter
- Anzano di Puglia
- Scampitella

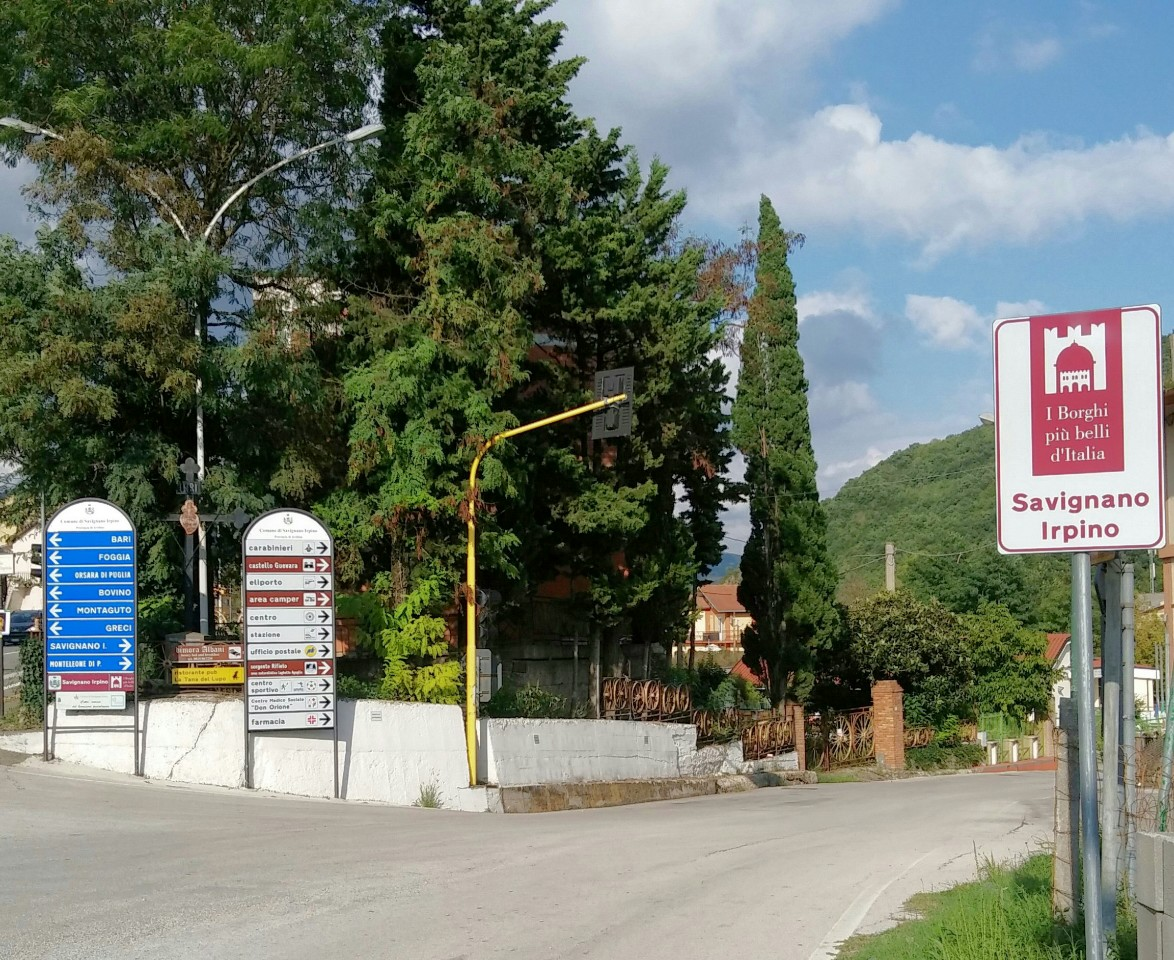
Il punto d'inizio dell'ex SS 91 bis Irpina, presso la stazione ferroviaria di Savignano-Greci

- innesto raccordo autostrada A16, casello di Vallata
- frazioni di Trevico
- innesto SP 144;
- Vallata
- innesto ex tratto SS 91 della Valle del Sele.